# Choi Yu-hwa
Choi Yu-hwa (최유화?, Choe Yu-hwaLR, Ch'oe Yu-hwaMR; 10 ottobre 1985) è un'attrice sudcoreana.

## Filmografia

### Cinema
- Love Fiction (러브 픽션?, Reobeu piksyeonLR), regia di Jeon Kye-soo (2012)
- Love Call (러브콜?, Reobeu kolLR), regia di Kim Sam-ryeok (2012)
- Saranghae! Jin-yeong-a (사랑해! 진영아?), regia di Lee Sung-eun (2013)
- C'est si bon (쎄시봉?, Sse si bongLR), regia di Kim Hyun-seok (2015)
- Sa-rang-i igin-da (사랑이 이긴다?), regia di Min Byeong-hoon (2015)
- Bimir-eun eobda (비밀은 없다?), regia di Lee Kyoung-mi (2016)
- Choe-ag-ui haru (최악의 하루?), regia di Kim Jong-kwan (2016)
- L'impero delle ombre (밀정?, MiljeongLR), regia di Kim Ji-woon (2016)
- Wrestler (레슬러?, ReseulleoLR), regia di Kim Dae-woong (2018)
- Bongodong jeontoo (봉오동 전투?), regia di Won Shin-yeon (2019)
- Tazza: One Eyed Jack (타짜: 원 아이드 잭?), regia di Kwon Oh-kwang (2019)

### Televisione
- Widaehan Gye Chun-bin (위대한 계춘빈?), regia di Lee Eung-bok – film TV (2010)
- My Princess (마이 프린세스?, Ma-i peurinseseuLR) – serie TV (2011)
- Butakhae-yo captain (부탁해요 캡틴?, Butakhae-yo kaeptinLR) – serie TV (2012)
- Naega useu-wobo-yeo? (내가 우스워보여??), regia di  Hwang In-hyeok – film TV (2012)
- Hello, My Twenties! (청춘시대?, CheongchunsidaeLR) – serie TV (2017)
- Mistress (미스트리스?, MiseuteuriseuLR) – serie TV (2018)
- Suits (슈츠?, SyucheuLR) – serie TV (2018)
- Life (라이프?, RaipeuLR) – serie TV (2018)
- Dopijadeul (도피자들?), regia di Yoo Young-eun – film TV (2018)
- Mister giganje (미스터 기간제?) - serie TV (2019)
- Il voto della morte (국민사형투표?, GungminsahyeongtupyoLR) – serie TV (2023)
- Eredità sepolta (선산?, SeonsanLR) – serie TV (2024)